# Wiskaczan
Wiskaczan (Lagostomus) – rodzaj ssaków z rodziny szynszylowatych (Chinchillidae).

## Rozmieszczenie geograficzne
Rodzaj obejmuje jeden żyjący współcześnie gatunek występujący w Ameryce Południowej (Boliwia, Paragwaj i Argentyna).

## Morfologia
Długość ciała (bez ogona) samic 395–562 mm, samców 531–615 mm, długość ogona samic 135–173 mm, samców 154–205 mm, długość ucha samic 52–59 mm, samców 50–65 mm, długość tylnej stopy samic 104–118 mm, samców 118–136 mm; masa ciała samic 3,4–5 kg, samców 5–8,8 kg.

## Systematyka
Rodzaj zdefiniował w 1828 roku brytyjski przyrodnik Joshua Brookes w artykule o tytule „Nowy rodzaj gryzoni”, opublikowanym w czasopiśmie Transactions of the Linnean Society of London. Gatunkiem typowym jest (oznaczenie monotypowe) wiskaczan wielki (L. maximus).

### Etymologia
- Viscaccia (Vizcacia, Viscacia): hiszp. vizcacha, viscacha lub bizcacha ‘wiskacza’, najprawdopodobniej od keczua wisk'acha ‘wiskacza’[16]. Gatunek typowy (oznaczenie monotypowe): Lepus chilensis Oken, 1816 (= Dipus maximus A.G. Desmarest, 1817) (Oken); Viscaccia americana Schinz, 1825 (= Dipus maximus A.G. Desmarest, 1817) (Schinz).
- Lagostomus: gr. λαγως lagōs ‘zając’; στομα stoma, στοματος stomatos ‘usta’[17].
- Lagostomopsis: rodzaj Lagostomus Brookes, 1828; gr. οψις opsis ‘wygląd’[18]. Gatunek typowy (oznaczenie oryginalne): Lagostomus trichodactylus Brookes, 1828 (= Dipus maximus A.G. Desmarest, 1817).

### Podział systematyczny
Do rodzaju należy jeden żyjący współcześnie gatunek:
- Lagostomus maximus (A.G. Desmarest, 1817) – wiskaczan wielki

Opisano również gatunki wymarłe w czasach prehistorycznych na terenie dzisiejszej Argentyny:
- Lagostomus antiquus F. Ameghino, 1883[22] (miocen)
- Lagostomus cavifrons F. Ameghino, 1889[23] (plejstocen)
- Lagostomus compressidens (F. Ameghino, 1908)[24] (pliocen)
- Lagostomus debilis F. Ameghino, 1889[25] (plejstocen)
- Lagostomus egenus F. Ameghino, 1891[26] (plejstocen)
- Lagostomus euplasius (F. Ameghino, 1908)[24] (pliocen)
- Lagostomus incisus F. Ameghino, 1888[27] (pliocen)
- Lagostomus laminosus F. Ameghino, 1891[28] (miocen)
- Lagostomus pretrichodactyla (Rovereto, 1914)[29] (miocen)
- Lagostomus telenkechanum Rasia & Candela, 2017[21] (miocen)